# Little Kimble
Little Kimble är en by i civil parish Great and Little Kimble cum Marsh, i kommunen Buckinghamshire, i England. Byn är belägen 8 km från Aylesbury. Little Kimble var en civil parish fram till 1885 när blev den en del av Great & Little Kimble. Civil parish hade 161 invånare år 1881.